# Bergsbók

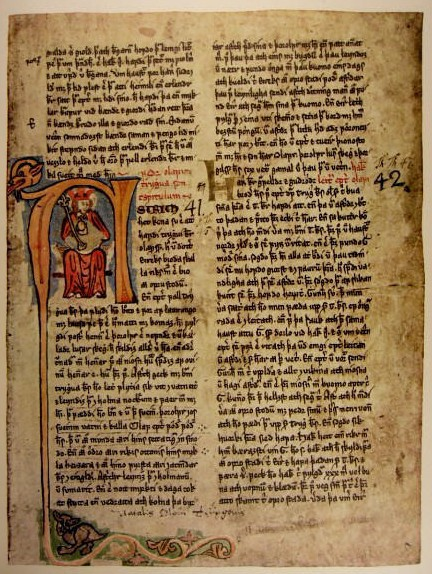
Página del manuscrito Bergsbók y miniatura. Biblioteca Real de Estocolmo, Suecia.

Bergsbók es un manuscrito islandés de principios del siglo XV. Contiene la saga real Óláfs saga Tryggvasonar en mesta, una versión extendida de Óláfs saga helga y bastantes textos cortos y poemas, la mayoría asociados con los dos reyes. La redacción de Óláfs saga Tryggvasonar en mesta pertenece a los primeros estilos y está interpolado con bastantes textos cortos como la saga Hallfreðar, Rauðúlfs þáttr y saga Færeyinga. 
Bergsbók es el único manuscrito que conserva el Óláfsdrápa Tryggvasonar, una versión completa de Rekstefja y una versión completa de Geisli de Einarr Skúlason.